# Cynthiana (Kentucky)
|  | Dieser Artikel wurde aufgrund von inhaltlichen Mängeln auf der Qualitätssicherungsseite des Projektes USA eingetragen. Hilf mit, die Qualität dieses Artikels auf ein akzeptables Niveau zu bringen, und beteilige dich an der Diskussion! Eine nähere Beschreibung der zu behebenden Mängel fehlt. |

Cynthiana ist eine City in Harrison County im US-Bundesstaat Kentucky. Das U.S. Census Bureau hat bei der Volkszählung 2020 eine Einwohnerzahl von 6333 ermittelt.
Die Stadt ist gleichzeitig der Verwaltungssitz (County Seat) des Countys.
Cynthiana liegt bei 38° 23' 18" Nord, 84° 17' 49" West (38,388292, −84,296841) und erstreckt sich über 8,7 km².
Im Winter 1963 wurden hier die mit −36,7 °C niedrigsten meteorologischen Extremwerte des Staates gemessen.

## Söhne und Töchter der Stadt
- Benjamin B. Hinkson (≈1799–1877), Jurist und Politiker
- Nicholas D. Coleman (1800–1874), Politiker
- Orville Hickman Browning (1806–1881), US-Innenminister
- Caleb Walton West (1844–1909), Politiker
- Richard Gruelle (1851–1914), Maler, Illustrator und Autor
- J. Stanley Webster (1877–1962), Jurist und Politiker
- William McKinney (1895–1969), Jazz-Schlagzeuger
- Joe Russell Whitaker (1900–2000), Geograph
- Lawrence Pressman (* 1939), Schauspieler